# William Westmoreland
William Childs Westmoreland (26. března 1914 – 18. července 2005) byl americký generál, který velel americkým vojenským operacím během války ve Vietnamu v letech 1964 až 1968, které vyvrcholily během Ofenzívy Tet.
Později v letech 1968 až 1972 sloužil jako náčelník generálního štábu armády USA.

## Vyznamenání

### Americká vyznamenání
- Army Distinguished Service Medal s třemi bronzovými dubovými listy
- Legion of Merit se dvěma bronzovými dubovými listy
- Bronzová hvězda
- Air Medal s devíti dubovými listy
- Medaile za službu v amerických obranných silách s bronzovou hvězdou
- Medaile za americké tažení
- Medaile za evropsko-africko-středovýchodní tažení se sedmi služebními hvězdami
- Medaile Vítězství v druhé světové válce
- Army of Occupation Medal se sponou Germany
- Medaile za službu v národní obraně s bronzovým dubovým listem
- Medaile za službu v Koreji se dvěma bronzovými hvězdami
- Medaile za službu ve Vietnamu se šesti hvězdami

### Zahraniční vyznamenání
- velkodůstojník Řádu za vojenské zásluhy (Brazílie)
- rytíř velkokříže Řádu svaté Trojice (Etiopie)[2]
- komtur Řádu Sikatuna (Filipíny)
- Croix de guerre 1939–1945 (Francie)
- Řád vycházejícího slunce (Japonsko)
- Záslužný řád národní bezpečnosti III. třídy s bronzovou hvězdou (Jižní Korea)
- velkokříž Národního řádu Vietnamu (Jižní Vietnam)
- Kříž za statečnost s palmou (Jižní Vietnam)
- Medaile za tažení ve Vietnamu (Jižní Vietnam)
- velkokříž Řádu bílého slona (Thajsko)
- Řád za vynikající službu armády I. třídy (Vietnam)
- Řád za vynikající službu letectva I. třídy (Vietnam)
- Řád za vynikající službu námořnictvo I. třídy (Vietnam)